# Itoplectis niobe
Itoplectis niobe är en stekelart som först beskrevs av Carlos Schrottky 1902.  Itoplectis niobe ingår i släktet Itoplectis och familjen brokparasitsteklar. Inga underarter finns listade i Catalogue of Life.